# Campionat britànic de motocròs 1965
La temporada de 1965 del Campionat britànic de motocròs, anomenat a l'època ACU Scramble Drivers' Star, fou la 14a edició d'aquest campionat, organitzat per l'ACU.

## Classificació final

### 500cc
| Posició | Pilot          | Motocicleta | Punts |
| ------- | -------------- | ----------- | ----- |
| 1       | Jeff Smith     | BSA         | 30    |
| 2       | Vic Eastwood   | BSA         | 24    |
| 3       | Dave Bickers   | ČZ          | 22    |
| 4       | Jerry Scott    | BSA         | 9     |
| 5       | Arthur Lampkin | BSA         | 6     |
| 6       | Alan Lampkin   | BSA         | 6     |
| 7       | Dave Nicoll    | Matchless   | 4     |
| 8       | John Giles     | Triumph     | 3     |
| 9       | Andy Lee       | Matchless   | 3     |
| 10      | Derek Rickman  | Metisse     | 3     |

1. ↑  Segons una altra font, Vic Eastwood i Dave Bickers empataren a punts en la segona posició.[1]

### 250cc
| Posició | Pilot          | Motocicleta | Punts |
| ------- | -------------- | ----------- | ----- |
| 1       | Dave Bickers   | Greeves     | 36    |
| 2       | Bryan Goss     | Husqvarna   | 22    |
| 3       | Alan Clough    | Greeves     | 14    |
| 3       | Freddie Mayes  | Greeves     | 14    |
| 5       | Don Rickman    | Bultaco     | 6     |
| 6       | John Done      | Greeves     | 6     |
| 7       | John Griffiths | Dot         | 4     |
| 8       | Ernie Greer    | Dot         | 4     |
| 9       | Pat Lamper     | Greeves     | 3     |
| 10      | Malcolm Davis  | Greeves     | 2     |

1. ↑  Alan Clough i Fred Mayes empataren a punts en la tercera posició